# Francis Dereham
Francis Dereham (* im 15. oder 16. Jahrhundert; † 10. Dezember 1541) war einer der Geliebten von Catherine Howard, der fünften Ehefrau von Heinrich VIII. Er gehörte zum niederen Adel. 
Er hatte zunächst eine Affäre mit Joan Bulmer, verließ diese jedoch zugunsten von Catherine Howard. Diese Beziehung begann im Jahre 1538 im Hause der Herzogswitwe Agnes Tilney, in dem Catherine Howard eine standesgemäße Erziehung erhielt. Das Geburtsdatum von Catherine Howard ist strittig. Sie kam mit großer Wahrscheinlichkeit zwischen 1520 und 1525 zur Welt und war zum Beginn der Affäre möglicherweise erst 13 Jahre alt. Für den ehrgeizigen Francis Dereham, der im Dienste des Thomas Howard, 3. Duke of Norfolk stand, war Catherine Howard aus dem Hause der Howards eine interessante Partie. Im späteren Ehebruchsprozess gegen Catherine Howard betonte Francis Dereham ein Eheversprechen, was zusammen mit dem Geschlechtsverkehr zum damaligen Zeitpunkt eine rechtsgültige Ehe darstellte.
Der einflussreichen Herzogswitwe Agnes Tilney war die Beziehung zwischen Catherine Howard und Francis Dereham zunächst unbekannt. Ein Brief von Henry Manox, mit dem Catherine Howard zuerst eine Affaire hatte, klärte sie über die Vorgänge in ihrem Haus auf. Die Beziehung zwischen Catherine Howard und Francis Dereham war vielen Mitgliedern des Haushalts von Agnes Tilney bekannt. Agnes Tilney schickte Francis Dereham daraufhin nach Irland. Kurz darauf wurde Catherine Howard Hofdame im Haushalt von Heinrich VIII. vierter Ehefrau Anna von Kleve. Dort erregte sie bald die Aufmerksamkeit des englischen Königs. Dereham wurde Sekretär am Hampton Court. Es ist nicht auszuschließen, dass Agnes Tilney ihm die Stelle verschaffte, um sein Schweigen über die Beziehung zu ihrer Stiefenkelin Catherine zu sichern.
Nachdem Heinrich VIII. Catherine Howard geheiratet hatte, enthüllte Thomas Cranmer die außerehelichen Beziehungen von Catherine Howard. Catherine Howard wurde verhaftet, zusammen mit ihrer Kammerfrau Jane Boleyn, dem 3. Herzog von Norfolk, der Herzogswitwe, Francis Dereham und Thomas Culpeper. Die Untersuchung brachte zu Tage, dass Catherine Howard auch eine außereheliche Beziehung zu Thomas Culpeper unterhielt. Dereham wurde am 10. Dezember 1541  in Tyburn durch Hängen, Ausweiden und Vierteilen hingerichtet, was gewöhnlich Hochverrätern vorbehalten war, Culpeper zum Enthaupten begnadigt. Catherine Howard und Jane Boleyn starben am 13. Februar 1542 auf dem Schafott im Tower.